# Pace
Pace je stará britská jednotka délky.

## Přepočty
- jeden pace = 0,6096 metru = 2 foot
- jeden pace military = 0,7620 metru = 2,5 foot (vojenská měrná jednotka)
- jeden pace geometrical = 1,524 metru = 5 foot (zeměměřická jednotka)

## Použitý zdroj
- Malý slovník jednotek měření, vydalo nakladatelství Mladá fronta v roce 1982, katalogové číslo 23-065-82